# Pratchaya Phinthong
Pratchaya Phinthong (* 1974 in Ubon Ratchathani) ist ein thailändischer Konzeptkünstler.

## Leben und Werk
Phinthong erwarb im Jahr 2000 den Titel Bachelor of Fine Art an der Silpakorn-Universität in  Bangkok. 2004 wurde er Meisterschüler an der Städelschule in Frankfurt am Main bei Tobias Rehberger.
„Pratchaya Phinthongs künstlerische Praxis dreht sich um die Dialektik von Materialisierung und Entmaterialisierung und thematisiert den wirtschaftlichen Wert – die abstrakteste Kraft, die die Menschheit kennt, und zugleich die konkreteste und die, die das meiste Leid verursacht.“

## Artist in Residence(Auswahl)
- 2014: Centre for Contemporary Art, Singapur
- 2010: C.A.C, Brétigny
- 2008: JENESYS, Tokyo
- 2008: IASPIS, Stockholm